# Dörrhandtag

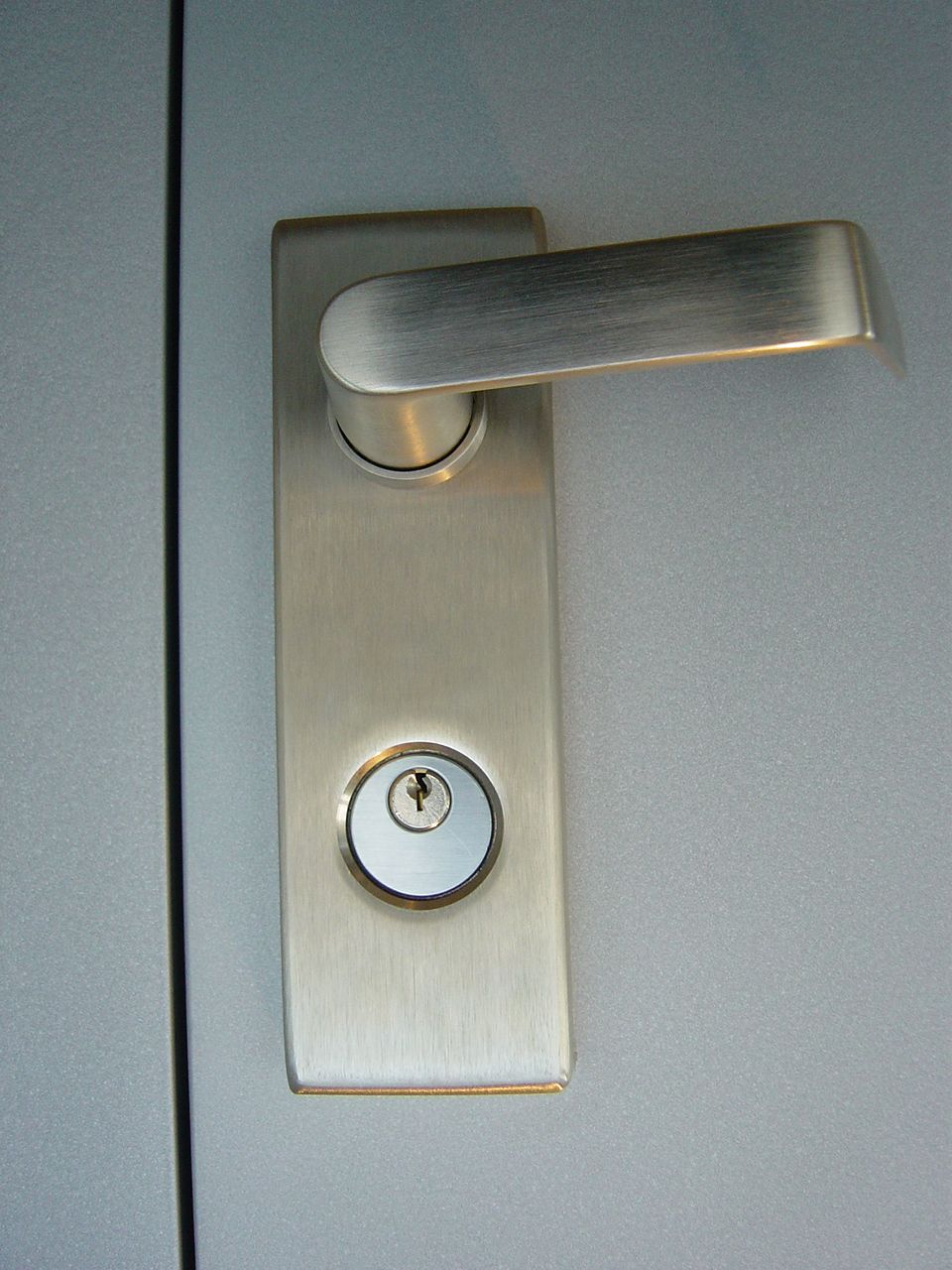
Dörrhandtag

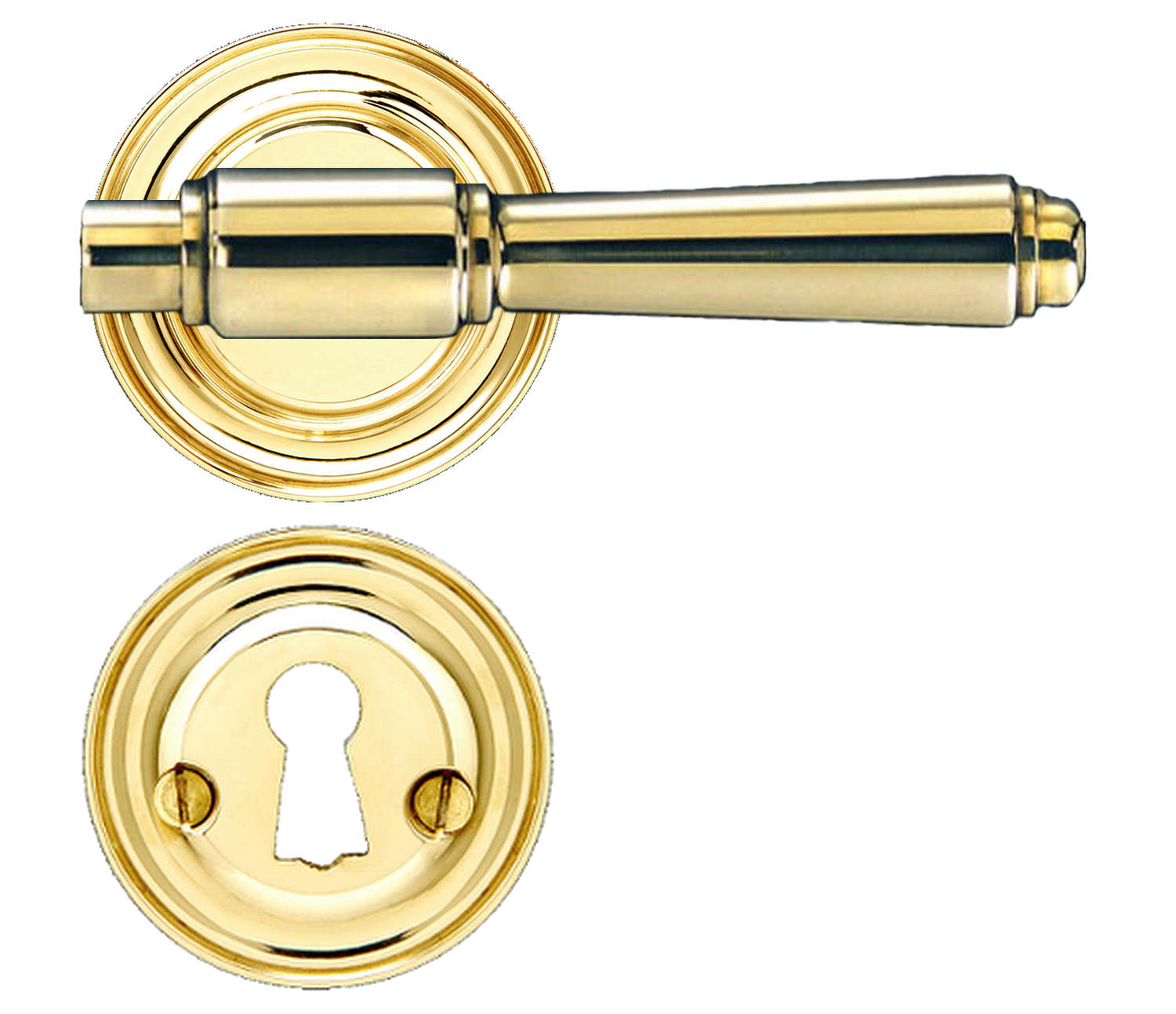
Dörrhandtag för dörrar inomhus i främst bostäder

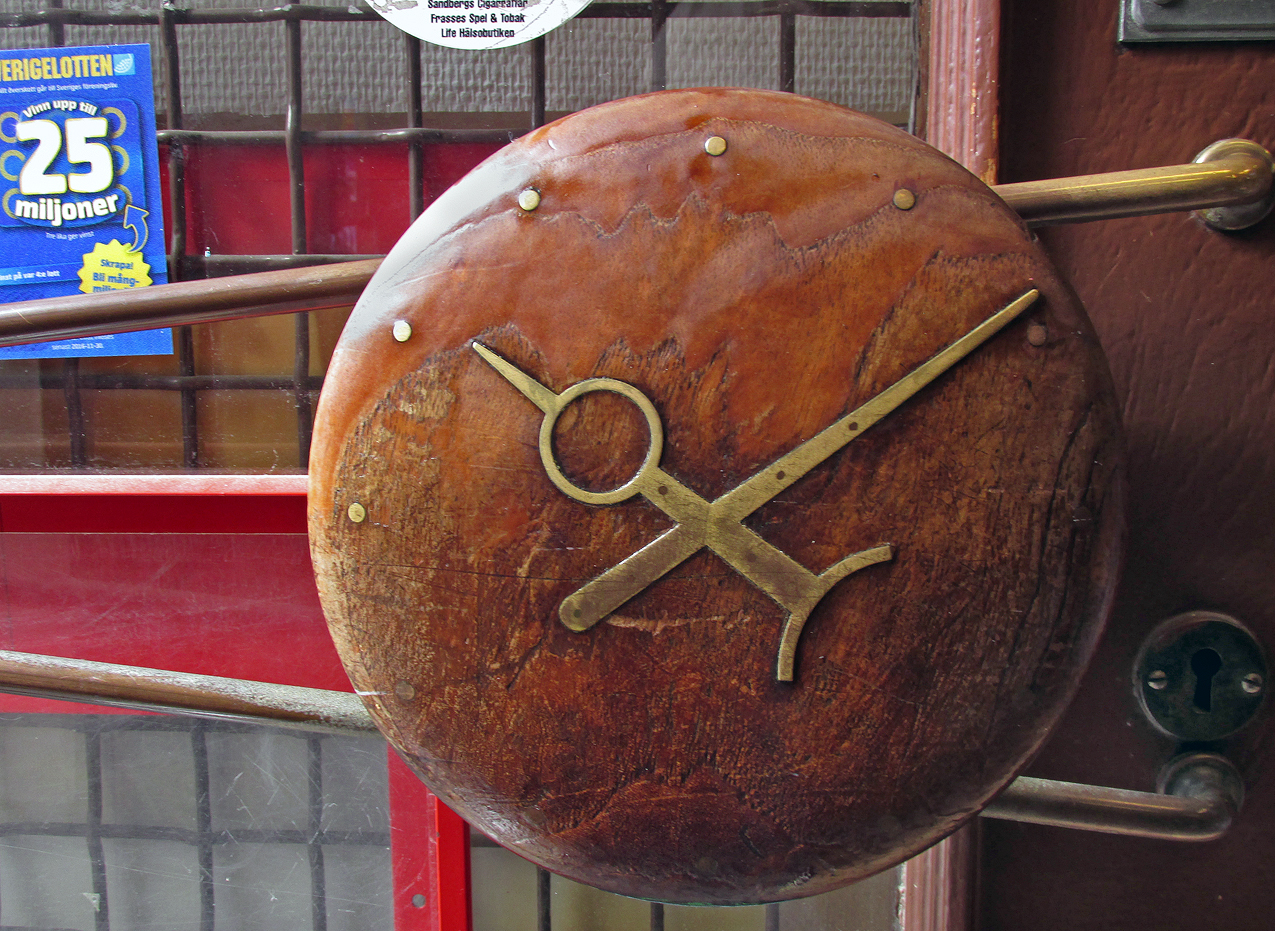
Dörrhandtag på entrédörren till en urmakare i Ystad.

Dörrhandtag eller dörrtrycke är ett handtag som sitter monterat på en dörr, och används för öppna eller stänga den. Dörrhandtaget sitter normalt oftast i mitten längst till höger eller vänster om dörren, beroende på om den är vänster- eller högerhängd och beroende på vilken sida av dörren man kommer från. Dörrhandtag kan vara utformade på olika sätt för att, utöver sin praktiska funktion, även utgöra en dörrprydnad.
I vissa länder, exempelvis USA, är handtaget utformade som rundade knoppar som vrids runt till skillnad från i till exempel Sverige och Tyskland där handtagen är avlånga och pressas nedåt. Materialet är oftast mässing men för att få ett billigare alternativ är zink nu ett vanligt alternativ. 